# جامعة صقاريا
تأسست جامعة سكاريا عام 1970 كأكاديمية للهندسة والعمارة وفي الفترة ما بين عامي  1982-1992 كانت تدرس مناهجها التعليمية باعتبارها كلية تابعة لجامعة اسطنبول التقنية وفي عام 1992 انفصلت عنها وتم افتتاحها على أنها جامعة سكاريا بموجب القانون رقم 3837 والتي أكملت بنيتها التحتية الأكاديمية والتقنية حالها كحال الجامعات التي تأسست بعد التسعينات ومع ذلك فإنها تعتبر لجامعة الحكومية الأولى الأولى الحاصلة على شهادة الجودة  ISO-2002 وشهادة مستوى كفاءة التميز التي حققتها بفضل مختبراتها وبنيتها التحتية والخدمات التعليمية والاجتماعية فيها.
هدف جامعة سكاريا:
تنشئة أفراد يتمتعون بمهارات التعلم مدى الحياة ولديهم القدرة على إنتاج المعرفة العالمية والاستفادة من التكنولوجيا وتسخيرها لخدمة المجتمع.
رؤية جامعة سكاريا:
أن تكون جامعة ترسم المستقبل مع أصحاب المصلحة من خلال إنتاج المعرفة والتكنولوجيا العالمية.
جامعة صقاريا (بالتركية: Sakarya Üniversitesi)‏ هي جامعة حكومية تركية تقع في محافظة صقاريا شمال غرب تركيا.

## الكليات
- كلية علوم الحاسوب وتكنولوجيا المعلومات:[4]

1. هندسة حاسوب
2. هندسة نظم معلومات

- كلية التربية (وتحتوي على 8 أقسام):

1. قسم الحاسوب
2. قسم العلوم التربوية (ويحتوي على أربعة تخصصات)
3. التقييم والقياس في التعليم
4. البرامج التعليمية
5. الإدارة التعليمية
6. الاستشارة والتوجيه التربوي
7. قسم التعليم الابتدائي (ويحتوي على خمسة تخصصات)
8. تعليم العلوم
9. تعليم الرياضيات
10. تعليم العلوم الاجتماعية
11. معلم الصف
12. رياض الأطفال (التعليم قبل المدرسي)
13. قسم الرياضيات والتعليم الفني المتوسط
14. قسم التعليم الاجتماعي المتوسط
15. قسم التعليم الخاص (تعليم ذوي الاحتياجات الخاصة)
16. قسم تعليم اللغة التركية
17. قسم تعليم اللغات الاجنبية (الإنجليزية)

- كلية الفنون والاداب (وتحتوي على 18 قسم):

1. قسم اللغة الألمانية وادابها
2. قسم الاثار
3. قسم الاحياء
4. قسم الترجمة
5. قسم الجغرافيا
6. قسم الفلسفة
7. قسم الفيزياء
8. قسم الكيمياء
9. قسم الإحصاء
10. قسم الرياضيات
11. قسم تاريخ الفنون
12. قسم الخدمات الاجتماعية
13. قسم علم الاجتماع
14. قسم التاريخ
15. قسم اللغة التركية وادابها
16. قسم اللغة الإنجليزية وادابها
17. قسم اللغات الشرقية وادابها
18. قسم العلوم التربوية

- كلية الفنون الجميلة (وتحتوي على 10 أقسام):

1. قسم تصميم الاتصالات البصرية
2. قسم الجرافيك
3. قسم الفنون التركية التقليدية
4. قسم الرسم
5. قسم الخزف والزجاج
6. قسم الهندسة المعمارية
7. قسم التصميم الصناعي
8. قسم الهندسة المعمارية الداخلية
9. قسم التخطيط المدني والإقليمي
10. قسم هندسة المناظر الطبيعية

- كلية الحقوق:

1. كلية الشريعة (وتحتوي على 6 أقسام)
2. قسم الدراسات الفلسفية والدينية
3. قسم أصول الدين
4. قسم التعليم الابتدائي في الثقافة الإسلامية والاخلاق
5. قسم التاريخ والفنون الإسلامية
6. قسم العلوم الإسلامية الأساسية
7. قسم التعليم عن بعد لخريجي ثانوية الائمة والخطباء

- كلية الاتصالات والاعلام (وتحتوي على 4 أقسام):

1. قسم العلاقات العامة والإعلان
2. قسم تصميم الاتصالات والدعاية والإعلان
3. قسم الصحافة
4. قسم الإذاعة والتلفزيون والسينما

- كلية إدارة الأعمال (وتحتوي على 6 أقسام):

1. قسم إدارة الموارد البشرية
2. قسم الإدارة العامة
3. قسم الإدارة الصحية
4. قسم الإدارة السياحية
5. قسم التجارة الدولية
6. قسم نظم المعلومات الادارية

- كلية الهندسة (وتحتوي على 8 أقسام):

1. قسم الهندسة البيئية
2. قسم الهندسة المدنية
3. قسم الهندسة الكهربائية
4. قسم الهندسة الغذائية
5. قسم الهندسة الصناعية
6. قسم الهندسة الجيوفيزيائية
7. قسم الهندسة الميكانيكية
8. قسم هندسة المواد والمعادن[1]

- كلية العلوم السياسية (وتحتوي على 6 أقسام):

1. قسم اقتصاديات العمل والعلاقات الصناعية
2. قسم الاقتصاد القياسي المالي
3. قسم الاقتصاد
4. قسم العلوم السياسية والإدارة العامة
5. قسم العلوم المالية
6. قسم العلاقات الدولية

- كلية العلوم الرياضية:

1. قسم تعليم التدريب
2. قسم تعليم الرياضة والتربية البدنية
3. قسم الاستجمام
4. قسم الإدارة الرياضية

- كلية التربية والتعليم الفني التقني:

1. قسم تعليم الكهرباء
2. قسم تعليم الميكانيك
3. قسم تعليم المعادن
4. قسم التعليم الإنشائي

- كلية التكنولوجيا:

1. قسم الهندسة الكهربائية والالكترونية
2. قسم الهندسة المدنية
3. قسم الهندسة الميكانيكية
4. قسم هندسة المواد والمعادن
5. قسم الميكاترونكس

- كلية الطب (طب بشري)
- كلية طب الاسنان (قيد الإنشاء)
- كلية السياحة (قيد الإنشاء)